# District de Leïlek
Le district de Leïlek (en kirghize: Лейлек району) est un raion de la province de Batken, à l'extrémité occidentale du Kirghizistan. Son chef-lieu est la ville d'Isfana. Sa superficie est de 4 653 km2, et 116 861 personnes y résidaient en 2009.
Il est bordé au nord, à l'ouest et au sud par le Tadjikistan et à l'est par le district de Batken. Situé sur les pentes septentrionales des monts Turkestan, il contient également dans la vallée d'Isfana les terres les plus basses du Kirghizistan, d'altitude 394 mètres en dessous du niveau de la mer. 

## Communautés rurales et les villages
Le district de Leïlek est constitué d'une ville :
1. Isfana (administrant les villages de Myrza-Patcha, Samat, Chimgen, Taylan], Ak-Bulak et Golbo)

et de 9 communautés rurales (aiyl okmotu), qui regroupe chacune un ou plusieurs villages :
1. Ak-Suu (villages Ak-Suu (centre), Alga, Jenish et Suu-Bashi)
2. Beshkent (villages Beshkent (centre), Imeni Karla Marksa, Kayragach, 50 Let SSSR et Eski Oochu)
3. Margun (villages Margun (centre), Churbek, Darkhum et Dargaz)
4. Jangy Jer (villages Tsentralnoye (centre), Arka, Dostuk et Jashtyk)
5. Leïlek (villages Korgon (centre), Kara-Suu, Leilek, Chuyanchy, and Ak-Terek)
6. Katran (villages Katran (centre), Jangy-Turmush, and Özgörüsh)
7. Kulundu (villages Kulundu (centre), Bulak-Bashy, Internatsional'noye, Kommunizm et Imeni Lenina
8. Sambula (villages Andarak (centre), Iskra, Kök-Tash et Kommuna)
9. Toguz-Bulak (villages Toguz-Bulak (centre), Aykol, Kara-Bulak, Aybike (anciennement Madaniyat), Min-Jigach (anciennement 50 Let Kirgizii) et Gordoy (anciennement Imeni Chapaeva))